# 닥터 후 시리즈 10
영국의 SF 드라마 《닥터 후》의 시리즈 10 (Doctor Who Series 10, 뉴 시즌 10)은 2017년 4월 15일부터 2017년 7월 1일까지 방영되었고, 열두 편으로 구성되었다. 2015년 7월 BBC 월드와이드가 연간 보고에서 드라마의 열 번째 시즌에 투자하기로 밝히면서 제작된 것으로 스티븐 모팻이 각본과 총괄 프로듀서를 맡고 브라이언 먼친이 공동 프로듀서를 맡았다. 두 사람이 총괄프로듀서를 맡은 시즌으로는 이번이 세 번째이자 마지막이며, 모팻으로선 여섯 번째이자 마지막 시즌이다. 지난 2005년 드라마가 부활한 이래 이어지는 '뉴 시즌'으로는 열 번째 시즌이며, 전체 방영으로 따지면 37번째 시즌이다.
2016년 12월 크리스마스 스페셜 "The Return of Doctor Mysterio"의 뒤를 이은 시리즈 10은 피터 카팔디가 12대 닥터로 세 번째이자 마지막 출연을 하게 된 시즌이 되었다. 카팔디는 2017년 1월 시리즈 10을 끝으로 닥터 역에서 물러날 것이라고 발표한 바 있었다. 이번 시리즈에서는 빌 포츠 (펄 매키)가 닥터의 새로운 동행자로 나서고, 2015년과 2016년 크리스마스 스페셜에서 나왔던 나돌 (맷 루커스)도 다시 합류한다.
스티븐 모팻은 이번 시리즈에서 에피소드 네 편(1, 6, 11, 12화)를 맡았다. 모팻 외에는 프랭크 코트럴보이스, 새라 돌러드, 제이미 매티슨, 피터 하니스, 토비 위타우스. 마크 게티스가 다시 작가로 나섰으며, 마이크 바틀렛과 로나 먼로가 새로운 작가로 합류했다. 로나 먼로의 경우 1989년 올드 시즌의 마지막 시리얼인 〈Survival〉을 쓴 바 있었다. 시리즈 10의 감독으로는 이전 감독 세 명, 새로운 감독 세 명이 협연하게 되었다. 촬영은 2016년 6월 20일부터 2017년 4월 7일까지 약 9개월 간 이뤄졌다.

## 에피소드
시리즈 10의 5~8화인 "Oxygen", "Extremis", "The Pyramid at the End of the World", "The Lie of the Land"는 4부작으로 이어지지만 개별적인 이야기 속에 한가지 핵심 주제가 네 파트로 나뉜 구조이다. "World Enough and Time"/"The Doctor Falls"는 시리즈 피날레로서 연결된다.
| '    |    |                                       |                 |                           |                  |      |    |
| 264  | –  | "The Return of Doctor Mysterio"       | 에드 베이절제트 | 스티븐 모팻               | 2016년 12월 25일 | 7.83 | 82 |
| '    |    |                                       |                 |                           |                  |      |    |
| 265  | 1  | "The Pilot"                           | 로렌스 고프     | 스티븐 모팻               | 2017년 4월 15일  | 6.68 | 83 |
| 266  | 2  | "Smile"                               | 로렌스 고프     | 프랭크 코트렐보이스       | 2017년 4월 22일  | 5.98 | 83 |
| 267  | 3  | "Thin Ice"                            | 빌 앤더슨       | 새라 돌러드               | 2017년 4월 29일  | 5.61 | 84 |
| 268  | 4  | "Knock Knock"                         | 빌 앤더슨       | 마이크 바틀렛             | 2017년 5월 6일   | 5.73 | 83 |
| 269  | 5  | "Oxygen"                              | 찰스 팔머       | 제이미 매티슨             | 2017년 5월 13일  | 5.27 | 83 |
| 270  | 6  | "Extremis"                            | 대니얼 네트하임 | 스티븐 모팻               | 2017년 5월 20일  | 5.53 | 82 |
| 271  | 7  | "The Pyramid at the End of the World" | 대니얼 네트하임 | 피터 하니스 / 스티븐 모팻 | 2017년 5월 27일  | 5.79 | 82 |
| 272  | 8  | "The Lie of the Land"                 | 웨인 입         | 토비 위타우스             | 2017년 6월 3일   | 4.82 | 82 |
| 273  | 9  | "Empress of Mars"                     | 웨인 입         | 마크 게이티스             | 2017년 6월 10일  | 5.02 | 83 |
| 274  | 10 | "The Eaters of Light"                 | 찰스 팔머       | 로나 먼로                 | 2017년 6월 17일  | 4.73 | 81 |
| 275a | 11 | "World Enough and Time"               | 레이첼 탤럴레이 | 스티븐 모팻               | 2017년 6월 24일  | 5.00 | 85 |
| 275b | 12 | "The Doctor Falls"                    | 레이첼 탤럴레이 | 스티븐 모팻               | 2017년 7월 1일   | 5.30 | 83 |
| '    |    |                                       |                 |                           |                  |      |    |
| 276  | –  | "Twice Upon a Time"                   | 레이첼 탤럴레이 | 스티븐 모팻               | 2017년 12월 25일 | 7.92 | 81 |

## 한국어판 성우
한국어판은 2017년 KBS1에서 방영됐다.
- 설영범 - 12대 닥터(피터 카팔디)
- 오인실 - 빌(펄 매키)
- 양석정 - 마스터(존 심)
- 서문석 - 나돌(맷 루커스)
- 민지 - 미씨(미셸 고메즈)
- 전영수 - 헤더(스테파니 히암)
- 김소형 - 달렉(니콜라스 브릭스)